# Gungahlin

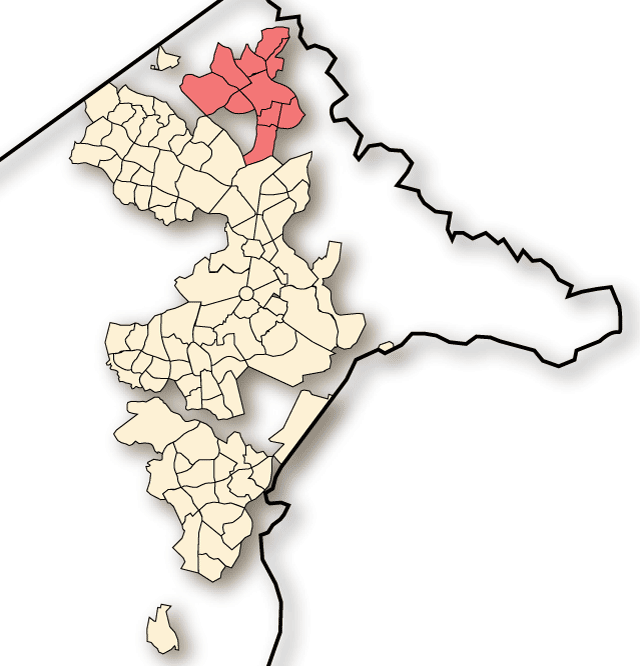
Lage von Gungahlin

Gungahlin ist ein Stadtbezirk von Canberra, der Hauptstadt Australiens. Er ist 90,1 km² groß und umfasst sieben Stadtteile mit insgesamt 27.577 Einwohnern (2003). Gungahlin ist der nördlichste Bezirk Canberras und auch der jüngste. Die Besiedlung der Gegend begann 1993 und hält weiterhin an. Das zukünftige Wachstum der Stadt soll hauptsächlich hier erfolgen, geplant ist der Bau von zwölf weiteren Stadtteilen. Der Name des Bezirks ist vom Aborigine-Wort Goongarline abgeleitet, was „kleiner felsiger Hügel“ bedeutet. Durch das Gebiet fließt der Ginninderra Creek, der in den Molonglo River mündet.

## Stadtteile
- Amaroo
- Gungahlin
- Harrison
- Mitchell
- Ngunnawal
- Nicholls
- Palmerston